# مجد الدين النجفي الأصفهاني
محمد-علي بن محمد-رضا بن محمد-حسين النجفي الأصفهاني الملقّب والمعروف بـمجد الدين وأمجد الدين ومجد العلماء (22 يونيو 1908 - 27 سبتمبر 1983) (23 جمادى الأولى 1326 - 20 ذو الحجة 1403) عالم مسلم ومدرس ديني وشاعر إيراني من أهل القرن الرابع عشر الهجري/العشرين الميلادي. ولد في مدينة النجف في عائلة ملتزمة ونشأ بها وبأصفهان، وهو ابن الأكبر لأبو المجد الأصفهاني. بدأ بدراسة العلوم الدينية في مسقط رأسه، ثمّ سافر إلى إصفهان لإكمال دراسته الحوزوية عام 1915، ومنها إلى قم لمواصلة دراسته العليا. رجع إلى أصفهان وقام بتدريس مختلف العلوم الإسلامية من الفقه والأُصول والحكمة والهيئة والرياضيات وكان إمامًا في الجامعين نُوْ بازار والشاه، أكثر من أربعين عامًا. له عدة مؤلفات في الفقه والأصول وشروح وله ديوان أشعار بالعربية والفارسية بعنوان المُختار من القصائد والأشعار. توفي في مسقط رأسه ودفن خارج مسجد الشاه.

## سيرته
ولد محمد علي بن محمد رضا بن محمد حسين بن محمد تقي النجفي الأصفهاني في يوم الثالث والعشرون من جمادى الأولى سنة 1326 هـ/22 يونيو 1908 في النجف في عائلة عريقة ملتزمة فأبوه وأجداده الفقهاء وأمه فهي العلوية زهرا بيگُم بنت محمد الإمامي الخاتون آبادي.

### تعليمه
نشأ محمد علي الأصفهاني في النجف ودرس بها وهو طفل، ثم سافر إلى أصفهان مع أبيه في سنة 1333 هـ / 1915م وحضر دروسه الدينية في مرحلة السطوح الأولى على علي اليزدي وميرزا الأردستاني. ثم اشتغل بالسطوح العالية على آقا رحيم الأرباب ومنير الدين البروجردي، ومحمد صادق الخاتون آبادي، ومحمد النجف آبادي.

ثم اشتغل بالدراسات العليا في الفقه الجعفري وأصوله على ميرزا محمد صادق الخاتون آبادي، ومحمد النجف آبادي، وعم والده نور الله النجفي الأصفهاني، وحضر برهة من الزمان على عبد الكريم الحائري اليزدي، في قُم. 

من مشايخه في الرواية والاجتهاد، والده محمد رضا النجفي الأصفهاني والمرجع أبو الحسن الموسوي الأصفهاني. ومن الراوين عنه نجله مهدي غياث الدين مجد الإسلام النجفي.

### تدريسه
كان يدرس مختلف العلوم الإسلامية في الفقه والأصول والحكمة والكلام والهيئة والرياضيات، واشتهر بالأخيرين اشتهارا واسعًا.
وكان يلقي دروسه في الرياضيات في مسجد الجامع العباسي/ مسجد الشاه، وبعد ذلك انتقل إلى مدرسة عبد الله التستري، ودروس الهيئة كانت بمسجد نو بازار، والفقه بمدرسة عمّه محمد علي ثقة الإسلام النجفي.

وقد حضر أبحاثه جمع من الأعلام، منهم: إبراهيم بن محمد إسماعيل الجواهري، إبراهيم بن عبد الحسين المير عمادي، أبو القاسم المسافري النجف آبادي، أبو القاسم الدهاقاني صدر العلماء، أحمد التويسركاني، أحمد المهديان، أحمد المؤمني الحبيب آبادي، أحمد الروحاني شيخ الإسلام، أكبر المؤمني الحبيب آبادي، إسماعيل الغروي شيخ الرئيس، إسماعيل الهاشمي الطالخونجئي، محمد باقر الأحمدي، محمد باقر العلوي، محمد باقر بن مرتضى الموحد الأبطحي، محمد باقر الآصفي النجف آبادي، محمد تقي المجلسي الأصفهاني، صهره محمد تقي الموسوي الشفتي، محمد تقي الحجازي، حسين الديّاني، حسن فقيه الإمامي، حسن المهاجر الآدرمنابادي، حسن بن محمود مير لوحي، حسين بن إسماعيل الخادمي، حسين علي المنتظري، حيدر علي جبل العاملي، رحمة الله الفشاركي، رضا عبد اللهي، محمد رضا مداح الحسيني، عباس الإيزدي النجف آبادي، عباسعلي المعيني، عبد الحسين بن محمد الربّاني، عبد الرحيم الفضيلتي، علي محمد بن محمد حسين الإيجئي، محمد علي بن رضا بهشتي نجاد، وغيره من الكثير. 

كان يقيم الجماعة في المسجدين الأعظمين، مسجد نو بازار ومسجد الشاه ، أكثر من أربعين عامًا.

## حياته الشخصية
تزوج وله أربعة أبناء وخمس بنات، من أبنائه مهدي غياث الدين مجد الإسلام، محمد رضا النجفي، محمد النجفي، وحسين النجفي توفي وهو رضيع.

توفيت والدته في 23 ربيع الأول 1356/ 2 يونيو 1937 ووالده في 24 محرم 1362/ 30 يناير 1943.

## وفاته
توفي في صبيحة يوم الأربعاء عشرين من ذي الحجة سنة 1403 هـ/ 27 سبتمبر 1983 في طهران، ونقل جثمانه إلى أصفهان فوصل إليها يوم الخميس وغُسِل في بيته، ثم شيع إلى مسجد الجامع العباسي/الشاه/الإمام ومنها إلى مسجد نو بازار، ودفن في إيوان الشمال الشرقي من المسجد. رثاه جمع من العلماء والشعراء بالعربية والفارسية.

## ديوان شعره
له ديوان بعنوان المُختار من القصائد والأشعار وكان "قليل الشعر إنشاءًا وكثير الشعر إنشادًا"، وكان ينشد باللغتين الفارسية والعربية في الموضوعات الشتى. وقد ترجم بعض أشعار العربية إلى الفارسية.

## مؤلفاته
له تأليفات، منها:
- إيرادات وانتقادات على دائرة المعارف لمحمد فريد وجدي
- ترجمة المجلد الأول من كتاب نقد فلسفة دارون من العربية إلى الفارسية، طبعت في عام 1435
- حاشية الروضات
- حاشية سمطا الّلآل في مسألتي الوضع والاستعمال
- حاشية وقاية الإذهان في علوم الأصول
- دروس في فقه الإمامية، كتاب الصلاة والصوم، وهي دروسه التي كان يلقيها على تلامذته في البحث الخارج.
- رسالتان في ترجمة والده ونفسه، طبعتا في مقدمة رسالة أمجدية
- رسالة في ترجمة جده محمد حسن النجفي الأصفهاني، كتبها بعنوان المقدمة لفتسير مجد البيان
- صرف أفعال
- الفوائد الرضوية في شرح الفصول الغروية، وهي حاشية مطولة لعمه محمد حسين الأصفهاني في علم الأصول
- گُلِ گُلشَن، بالفارسية، انتخبها من منظومة گُلشنِ راز للشبستري
- المُختار من القصائد والأشعار، ديوان شعره
- مسائل العلوم
- اليواقيت الحسان في تفسير سورة الرحمن

## وصلات خارجية
- صوره من موقع وارثون